# Piotr Brajko
Piotr Jewsiejewicz Brajko (ros. Пётр Евсеевич Брайко, ur. 9 września 1919 we wsi Mitczenki w obwodzie czernihowskim, zm. 7 kwietnia 2018) – radziecki wojskowy i partyzant, pułkownik, Bohater Związku Radzieckiego (1944).

## Życiorys
Urodził się w ukraińskiej rodzinie chłopskiej, jego ojciec umarł z głodu w 1933. W 1937 skończył technikum pedagogiczne w Konotopie, pracował jako nauczyciel w rejonie jampolskim, od sierpnia 1938 służył w Armii Czerwonej, w 1940 ukończył moskiewską wojskowo-techniczną pograniczną szkołę łączności NKWD. Był dowódcą plutonu łączności w 16 pogranicznym pułku Zachodniego Okręgu Pogranicznego na placówce 97 oddziału pogranicznego na Ukrainie, po ataku Niemiec na ZSRR walczył na froncie, w sierpniu 1941 został dowódcą kompanii łączności w pułku NKWD, we wrześniu 1941 w walkach pod Kijowem pułk został zniszczony, a Brajko był ranny i ukrył się u miejscowej ludności. Kilkakrotnie został schwytany i uciekał, w lutym 1942 dołączył do oddziału partyzanckiego Sidora Kowpaka, w którym początkowo był szeregowcem, potem dowódcą plutonu, dowódcą kompanii i szefem wywiadu zgrupowania, a w 1943 został szefem sztabu królewieckiego oddziału partyzanckiego wchodzącego w skład zjednoczenia partyzanckiego Kowpaka. Od 1942 należał do WKP(b). W 1944 był dowódcą 3 pułku 1 Ukraińskiej Dywizji Partyzanckiej, dowodził ponad stoma operacjami bojowymi, brał udział w siedmiu rajdach na tyły wroga w zachodnich obwodach Ukrainy i wschodnich województwach Polski. W miejscowości Mir jego pułk rozbił 9 batalionów przeciwnika. Latem 1944 dywizja partyzancka połączyła się z regularnymi oddziałami Armii Czerwonej, a Brajko został włączony w skład Samodzielnej Brygady NKWD, po czym walczył z UPA na zachodniej Ukrainie, w kwietniu 1945 podjął studia w Akademii Wojskowej im. Frunzego. 18 września 1948 został aresztowany pod sfałszowanym zarzutem antyradzieckiej agitacji i propagandy, 25 maja 1949 skazany na 10 lat łagru, w 1949 postanowieniem Prezydium Rady Najwyższej ZSRR pozbawiony odznaczeń. Wyrok odbywał w łagrach Komijskiej ASRR. W sierpniu 1953 został zwolniony, a 24 października 1956 zrehabilitowany, 2 stycznia 1954 przywrócono mu odznaczenia. Kontynuował studia w Akademii Wojskowej im. Frunzego, po ukończeniu której służył w wojskach wewnętrznych MWD, 1959–1960 stał na czele wojsk wewnętrznych MWD Kazachskiej SRR, następnie zakończył służbę w stopniu pułkownika. Zajął się działalnością literacką, w 1967 ukończył Instytut Literatury im. Gorkiego, napisał ponad 20 książek, w tym dwutomową monografię „Partizanskaja Wojna”; dwie jego książki („Zwykłych ludzi czyny niezwykłe” i „Uwaga Kowpak!”) zostały przetłumaczone na język polski. Był honorowym obywatelem Zamościa i Zasłużonym Działaczem Kultury.

## Odznaczenia
- Złota Gwiazda Bohatera Związku Radzieckiego (7 sierpnia 1944)
- Order Lenina (7 sierpnia 1944)
- Order Czerwonego Sztandaru
- Order Wojny Ojczyźnianej I klasy (dwukrotnie)
- Order Czerwonej Gwiazdy
- Order Krzyża Grunwaldu II klasy (Polska)
- Krzyż Partyzancki (Polska)

I medale ZSRR.